# Det gamle guld
Det gamle Guld er en dansk film fra 1951. Filmatisering af Morten Korchs roman om slægtens dyrebare jord.
- Instruktion Alice O'Fredericks.

## Medvirkende
Blandt de medvirkende kan nævnes:
- Poul Reichhardt
- Tove Maës
- Maria Garland
- Per Buckhøj
- Ib Schønberg
- Peter Malberg
- Erika Voigt
- Louis Miehe-Renard
- Sigurd Langberg
- Birgitte Reimer
- Jørn Jeppesen
- Grethe Holmer

## Eksterne links
- Det gamle guld på Internet Movie Database (engelsk)
- Det gamle guld på Filmdatabasen
- Det gamle guld på danskefilm.dk
- Det gamle guld på danskfilmogtv.dk
- Det gamle guld på Scope
- Det gamle guld på The Movie Database (engelsk)